# لوئیس هندلی
لوئیس هندلی (به انگلیسی: Louis Handley) (زادهٔ ۱۴ فوریهٔ ۱۸۷۴) شناگر اهل ایالات متحده آمریکا است.